# Gudrod Halfdansson
Gudrod Halfdansson (apodado el Magnífico; nórdico antiguo: Mikillati, 738-814?) era hijo de Halfdan Hvitbeinn de la Casa de Yngling según la saga Heimskringla, príncipe vikingo de Vestfold y hermano del rey Eystein Halfdansson.
Se le ha confundido en ocasiones con otro Gudrod Halfdansson, hijo de Halfdan el Amable, nieto de su hermano. Ambos aparecen en la saga Ynglinga, uno en el parágrafo 44 y el otro en el parágrafo 48, pero son personajes distintos. Otras fuentes le identifican con Godofredo el Orgulloso, que tomó partido por la facción de los francos opuestos al emperador Carlomagno. Murió en el campo de batalla.